# 2068 Dangreen
2068 Dangreen eller 1948 AD är en asteroid i huvudbältet, som upptäcktes den 8 januari 1948 av den franska astronomen Marguerite Laugier i Nice. Den har fått sitt namn efter den amerikanske astronomen Daniel W. E. Green.
Asteroiden har en diameter på ungefär 34 kilometer.